# ブラッドリー・ジェームズ
ブラッドリー・ジェームズ（英: Bradley James、1983年10月11日 - ）は、イギリスの俳優。
2008年『ルイス』にてテレビデビュー。BBC製作のテレビシリーズ『魔術師 マーリン』のアーサー王子役で最も良く知られている。

## 来歴
デヴォン州エクセターに生まれ、彼が九歳の時に、フロリダ州ジャクソンビルに移り住む。そこで彼は、クラウン・ポイント小学校、フレッチャー中学校を経て、イギリス スタッフォードシャーのマデリー高校へと進んだ。
かつては、俳優と等しくサッカー選手にも憧れたほどのサッカーファンで、毎年チャリティー競技イベントに参加している。

## キャリア
2008年放送の『ルイス』でテレビ初出演、続いてBBCスリーの『ディス・コネクティド』に出演。 
5年に渡った人気テレビシリーズ『魔術師 マーリン』でのアーサー王子役は、彼の名を一躍世に広めた。
『ドラマセンター・ロンドン』で演技を学ぶ。

## 主な出演作品
| 公開年       | 原題                       | 日本語題                            | 役名                       | 備考                                                  |
| ------------ | -------------------------- | ----------------------------------- | -------------------------- | ----------------------------------------------------- |
| 2008         | Jack Roth                  |                                     | ルイス                     | - 第2シリーズ第6話:ミュージック・トゥー・ダイ・フォー |
| 2008         | Dis/Connected              | ディス・コネクティド                | ベン                       | - テレビ映画                                          |
| 2008–2012    | Merlin                     | 魔術師 マーリン                     | アーサー・ペンドラゴン     | - 全5シリーズ65エピソードに出演                       |
| 2009         | Merlin:Secrets and Magic   |                                     | 本人                       | - ドキュメンタリー - 14エピソードに出演               |
| 2009         | The Real Merlin and Arthur |                                     | 本人                       | - ドキュメンタリー                                    |
| 2009         | Portobello 196             |                                     | ジュード                   |                                                       |
| 2012         | Fast Girls                 | ファスト・ガールズ                  | カール                     | - 映画 - 日本未公開                                   |
| 2014         | Homeland                   | HOMELAND                            | Lt JG Edgars               |                                                       |
| 2015         | iZombie                    | iZombie                             | Lowell Tracey              | Recurring cast                                        |
| 2015-present | Damien                     | ダミエン                            | ダミエン・ソーン           | 主演                                                  |
| 2016         | Underworld: Blood Wars     | アンダーワールド ブラッド・ウォーズ |                            |                                                       |
| 2018-2019    | Medici                     | メディチ                            | ジュリアーノ・デ・メディチ | テレビドラマ、8エピソード                             |